# Henry Hughes Hough

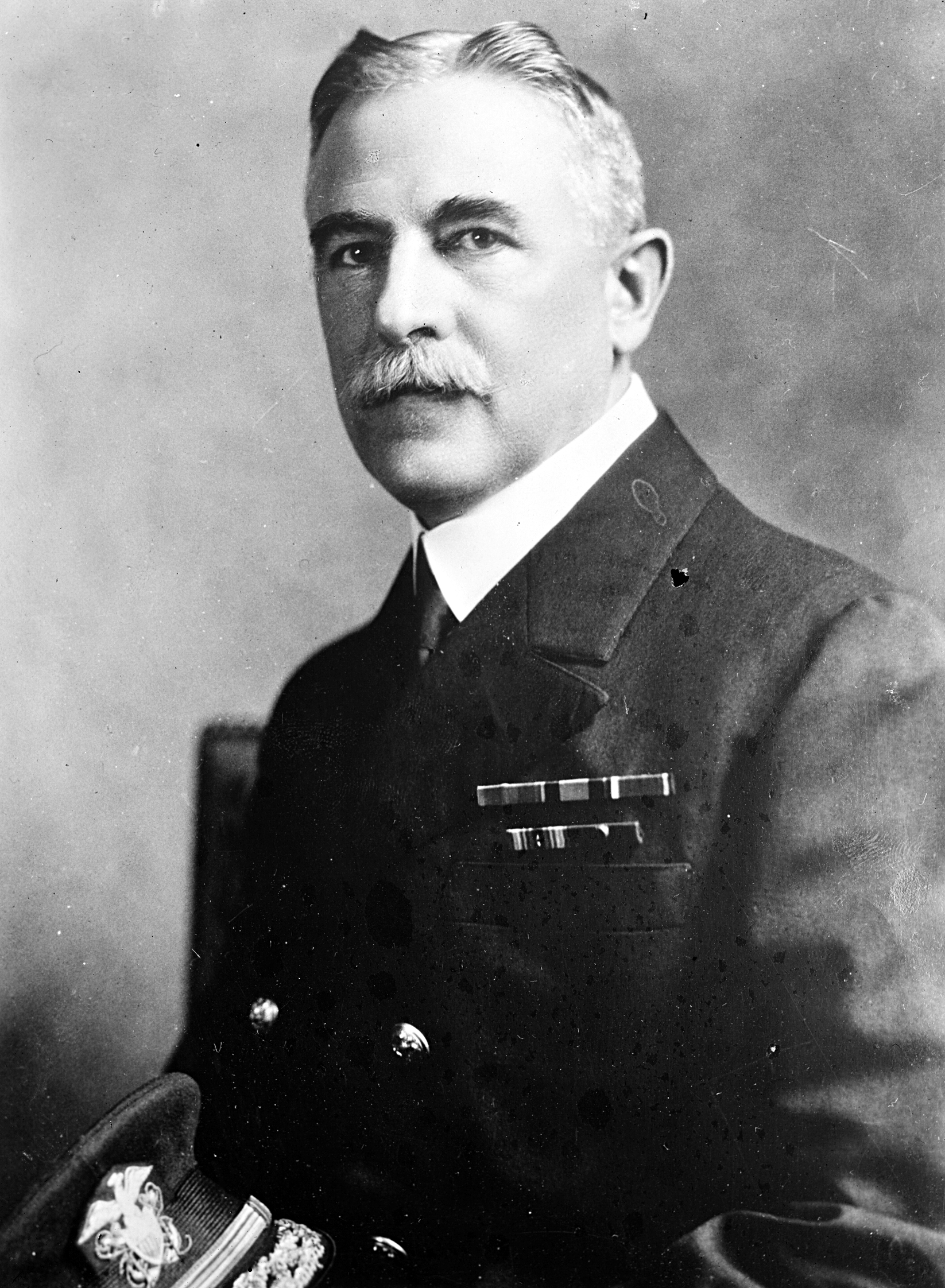
Henry Hughes Hough

Henry Hughes Hough (* 8. Januar 1871 in Saint-Pierre und Miquelon; † 9. September 1943 in New York City) war ein US-amerikanischer Marineoffizier. In den Jahren 1922 und 1923 war er Militärgouverneur der Amerikanischen Jungferninseln.

## Werdegang
Im Jahr 1891 absolvierte Henry Hough die United States Naval Academy in Annapolis (Maryland). Danach diente er zwischen 1891 und 1935 als Offizier in der US Navy, in der er im Lauf der Jahrzehnte bis zum Konteradmiral aufstieg. Während des Spanisch-Amerikanischen Krieges von 1898 diente er an Bord des Torpedobootes Morris. Danach bekleidete er verschiedene militärische Ämter in der Marine. Er war zeitweise für den Marinenachrichtendienst tätig. Im Jahr 1911 wurde er Marineattaché in Frankreich. Später übte er dieses Amt auch in Russland aus. Er nahm auch am Ersten Weltkrieg teil. Im Jahr 1918 war er Delegierter auf einer Konferenz zum Thema Kriegsgefangene, die in Bern in der Schweiz stattfand. Anschließend kommandierte Hough das Kanonenboot Wilmington sowie die Schlachtschiffe Utah und New York.
Im Jahr 1922 wurde Henry Hough als Nachfolger von Sumner Ely Wetmore Kittelle zum neuen Militärgouverneur der Jungferninseln ernannt. Dieses Amt bekleidete er zwischen dem 16. September 1922 und dem 3. Dezember 1923. Zwischen 1923 und 1925 leitete Hough den Marinegeheimdienst und in den Jahren 1925 und 1926 befehligte er die Patrouillenschiffe auf dem Jangtsekiang in China. Seit 1924 bekleidete er den Rang eines Konteradmirals. Im Jahr 1935 schied er aus dem Militärdienst aus; danach zog er sich in den Ruhestand zurück. Henry Hough starb am 9. September 1943 in New York und wurde auf dem Nationalfriedhof Arlington in Virginia beigesetzt.